# П-916 «Вардар»
| П-916 «Вардар»                | П-916 «Вардар»            | П-916 «Вардар»            |
| ----------------------------- | ------------------------- | ------------------------- |
| П-916 «Вардар» P-916 «Vardar» |                           |                           |
|                               |                           |                           |
|                               |                           |                           |
| Під прапором                  | Югославія                 | Югославія                 |
| Спуск на воду                 | 1988 рік                  | 1988 рік                  |
| Виведений зі складу флоту     | 2005 рік                  | 2005 рік                  |
| Проєкт                        |                           |                           |
| Основні характеристики        |                           |                           |
| Швидкість (надводна)          | 7 вузлів                  | 7 вузлів                  |
| Швидкість (підводна)          | 8 вузлів                  | 8 вузлів                  |
| Гранична глибина занурення    | 120 м                     | 120 м                     |
| Автономність плавання         | 250 миль (на 3 вузлах)    | 250 миль (на 3 вузлах)    |
| Екіпаж                        | 4 моряки та 6 диверсантів | 4 моряки та 6 диверсантів |
| Розміри                       |                           |                           |
| Довжина найбільша (по КВЛ)    | 18,82 м                   | 18,82 м                   |
| Ширина корпусу найб.          | 2,4 м                     | 2,4 м                     |
| Водотоннажність надводна      | 76,1 т                    | 76,1 т                    |
| Озброєння                     |                           |                           |
| Торпедно- мінне озброєння     | 4 донні міни              | 4 донні міни              |

П-916 «Вардар» (серб. П-916 «Вардар», хорв. P-916 «Vardar») — надмалий підводний човен ВМС Югославії 1980—2000-х років типу «Уна». За післявоєнною традицією, названий на честь ріки Вардар.

## Історія служби
Підводний човен «Купа» був збудований у 1988 році на верфі «Brodogradilište specijalnih objekata» у Спліті. Ніс службу у складі ВМС Югославії.
З 2005 року у складі ВМС Сербії та Чорногорії. У 2005 році виключений зі складу флоту.
У 2006 році відійшов під юрисдикцію Чорногорії.
Подальша доля не вирішена.